# باتريك روني
باتريك روني (بالإنجليزية: Patrick Rooney)‏ هو لاعب إسكواش بريطاني، ولد في 16 يونيو 1997.

## وصلات خارجية
- باتريك روني على موقع الاتحاد الدولي لمحترفي الاسكواش (مؤرشف) (الإنجليزية)
- باتريك روني على موقع SquashInfo.com (الإنجليزية)